# Franz Calustro
Álvaro Franz Calustro Cárdenas (ur. 9 marca 1974 w Cochabambie) – boliwijski piłkarz występujący na pozycji pomocnika.

## Kariera klubowa
Calustro jest wychowankiem drugoligowego zespołu Club Atlético Ciclón z siedzibą w mieście Tarija, w barwach którego zadebiutował w wieku 21 lat. Kilka miesięcy później odszedł do występującego w tej samej klasie rozgrywkowej drużyny Club Independiente Petrolero. Tam spędził trzy kolejne lata, jednak nie zdołał awansować ze swoją ekipą do najwyższej klasy rozgrywkowej. W 1999 roku przeszedł do Uniónu Tarija, także z drugiej ligi, natomiast w sezonie 2001 występował w pierwszoligowym Oriente Petrolero. Wywalczył z nim wówczas mistrzostwo Boliwii, będąc jednym z podstawowych piłkarzy zespołu, lecz już rok później powrócił do Uniónu.
W 2003 roku Calustro podpisał umowę z klubem Jorge Wilstermann ze swojego rodzinnego miasta, Cochabamby. Mimo regularnej gry w wyjściowej jedenastce przez kolejne kilka sezonów zdołał odnieść tylko jedno osiągnięcie – tytuł wicemistrza Boliwii w jesiennych rozgrywkach Clausura 2003. W 2006 roku przeszedł do Universitario Sucre, a sezon 2007 spędził na wypożyczeniu w Realu Potosí. W wiosennej fazie Apertura znacząco pomógł mu zdobyć pierwszy w historii klubu tytuł mistrza Boliwii. Po powrocie do Universitario, w sezonie Apertura 2008, zdobył trzecie już mistrzostwo w swojej karierze, a podobnie jak w Realu pierwsze w historii drużyny z miasta Sucre. Karierę zakończył w wieku 35 lat w jednym z zespołów dolnej części tabeli ligi boliwijskiej – Real Mamoré.

## Kariera reprezentacyjna
W seniorskiej reprezentacji Boliwii Calustro zadebiutował za kadencji argentyńskiego selekcjonera Héctora Veiry, w 1999 roku. Dwa lata później został powołany przez Carlosa Aragonésa na turniej Copa América, gdzie wystąpił w dwóch meczach, a jego drużyna odpadła już w fazie grupowej. Ogółem swój bilans reprezentacyjny zamknął na dziewięciu rozegranych spotkaniach bez zdobytej bramki.